# Targhe d'immatricolazione diplomatiche in Francia

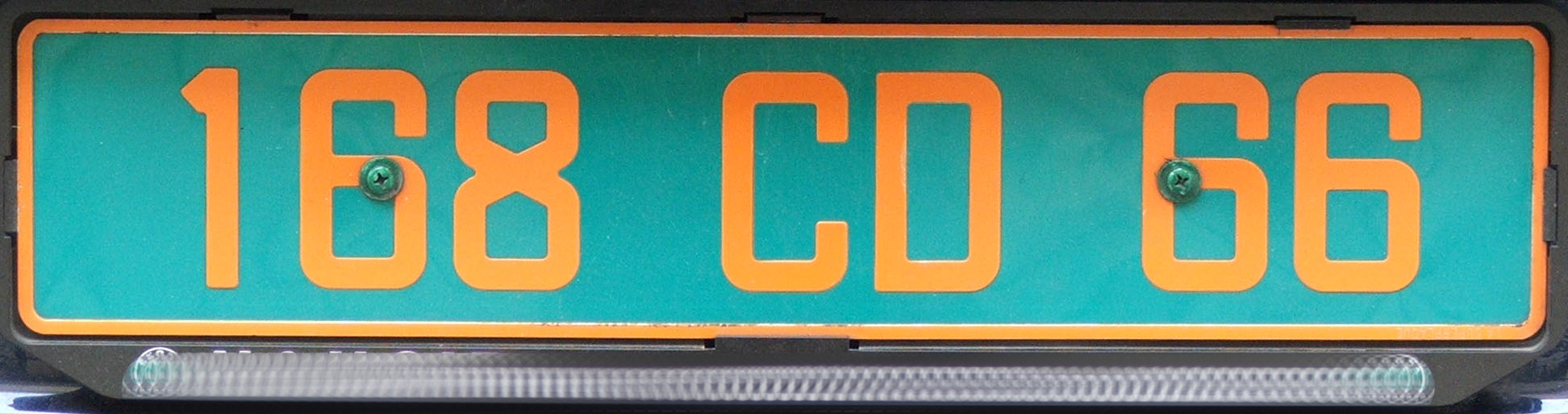
Targa d'immatricolazione francese di un veicolo del corpo diplomatico della Repubblica Ceca

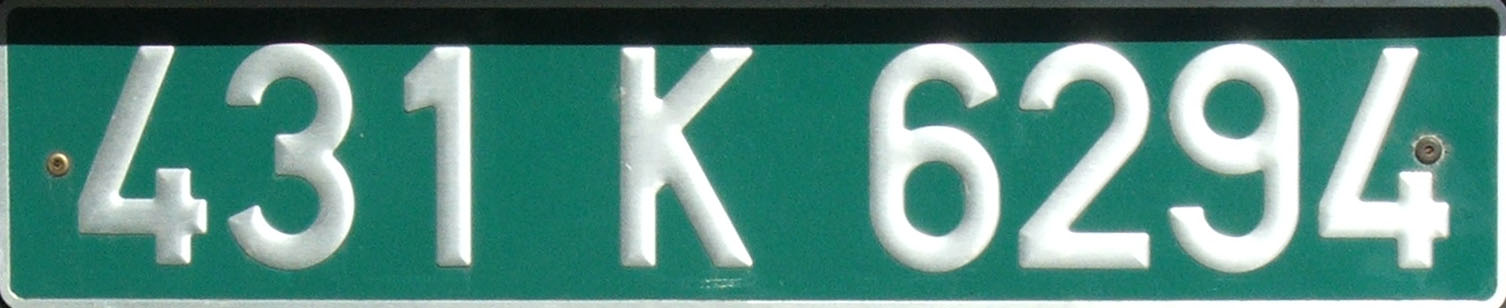
Targa francese di un veicolo del personale non diplomatico dell'Organizzazione europea per la ricerca nucleare (CERN)

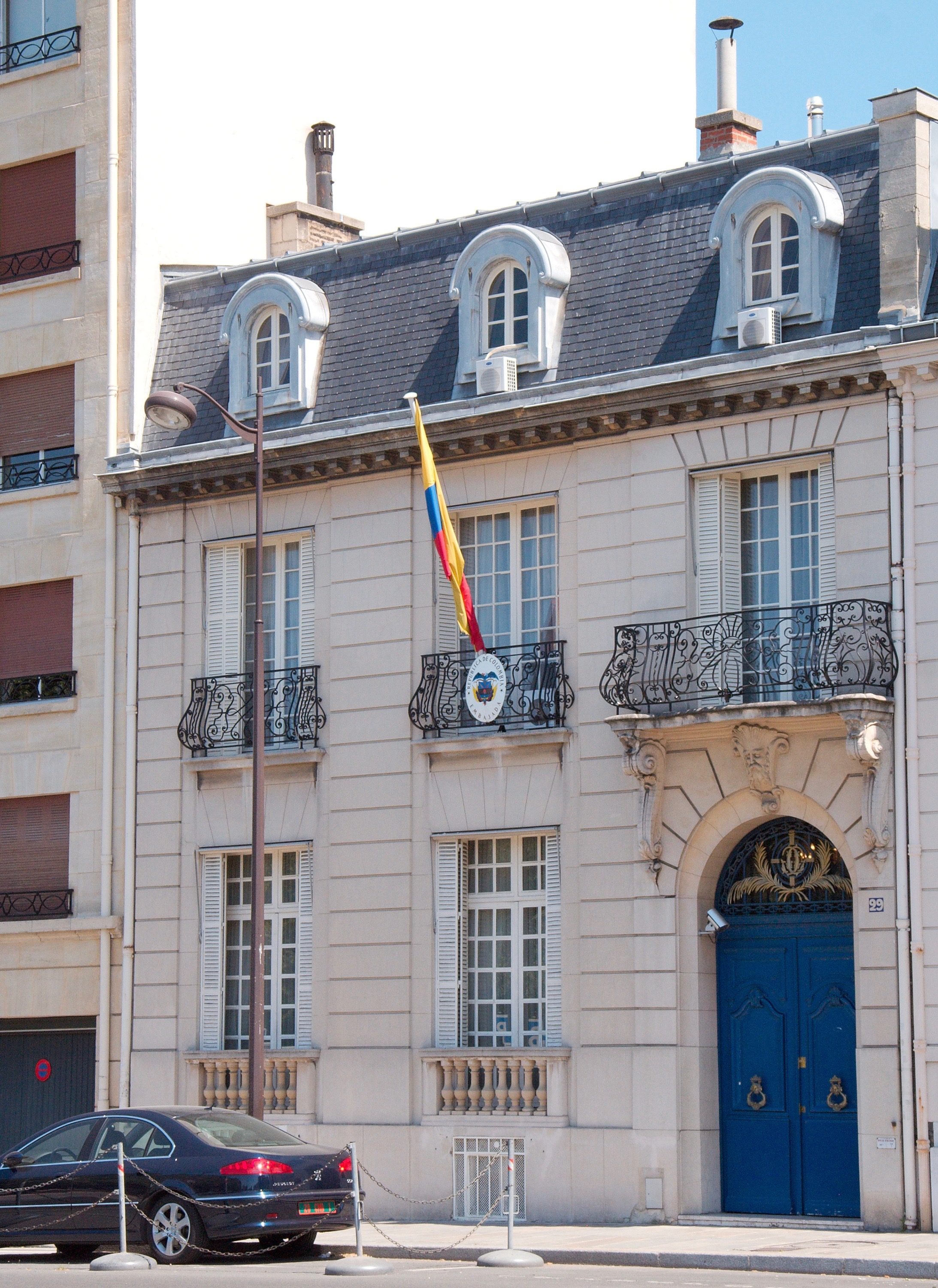
Vettura parcheggiata davanti alla residenza dell'ambasciatore colombiano a Parigi, targa 28 CMD 1

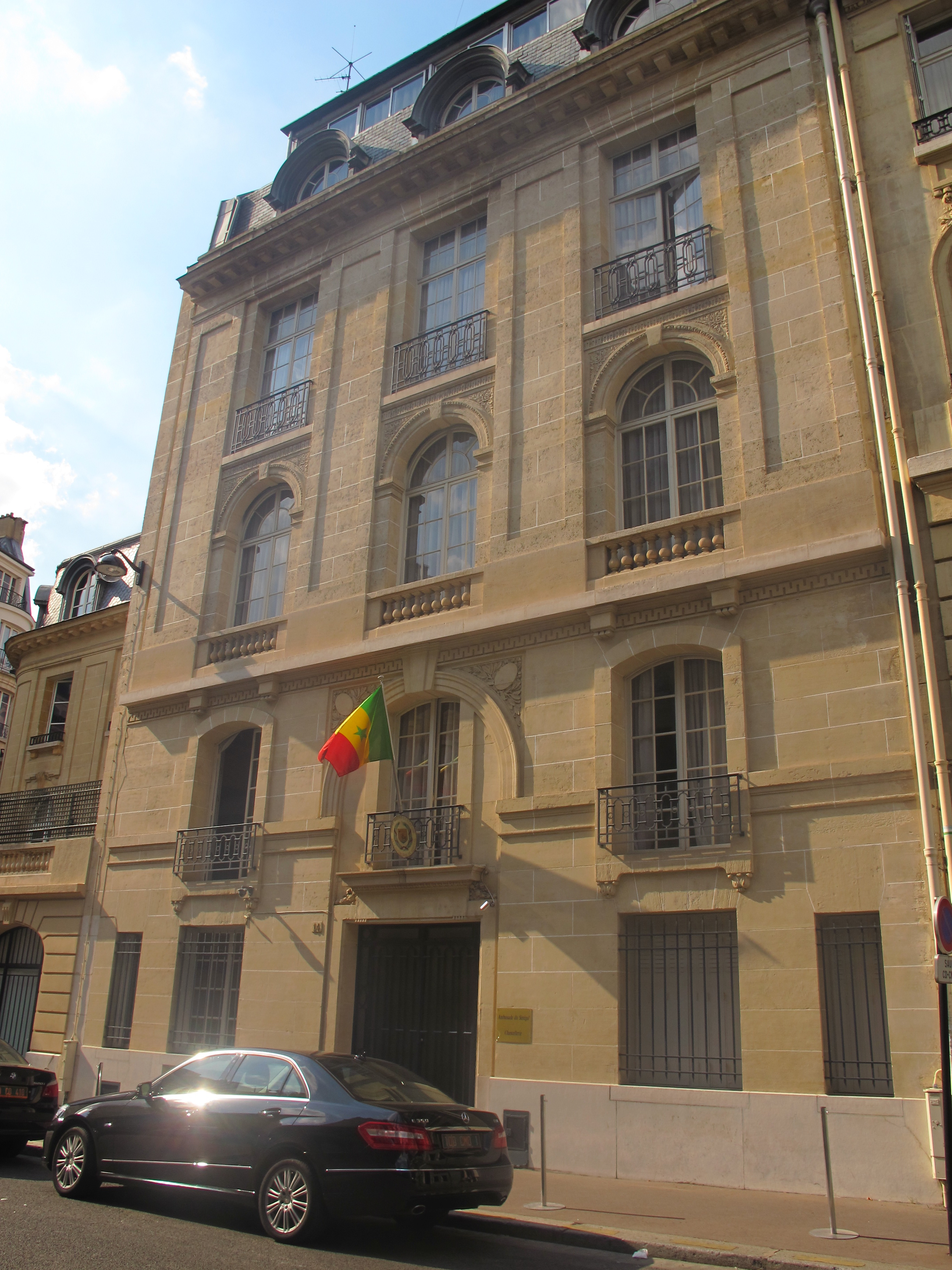
Veicolo in sosta davanti all'Ambasciata del Senegal a Parigi, targa 100 CMD 1

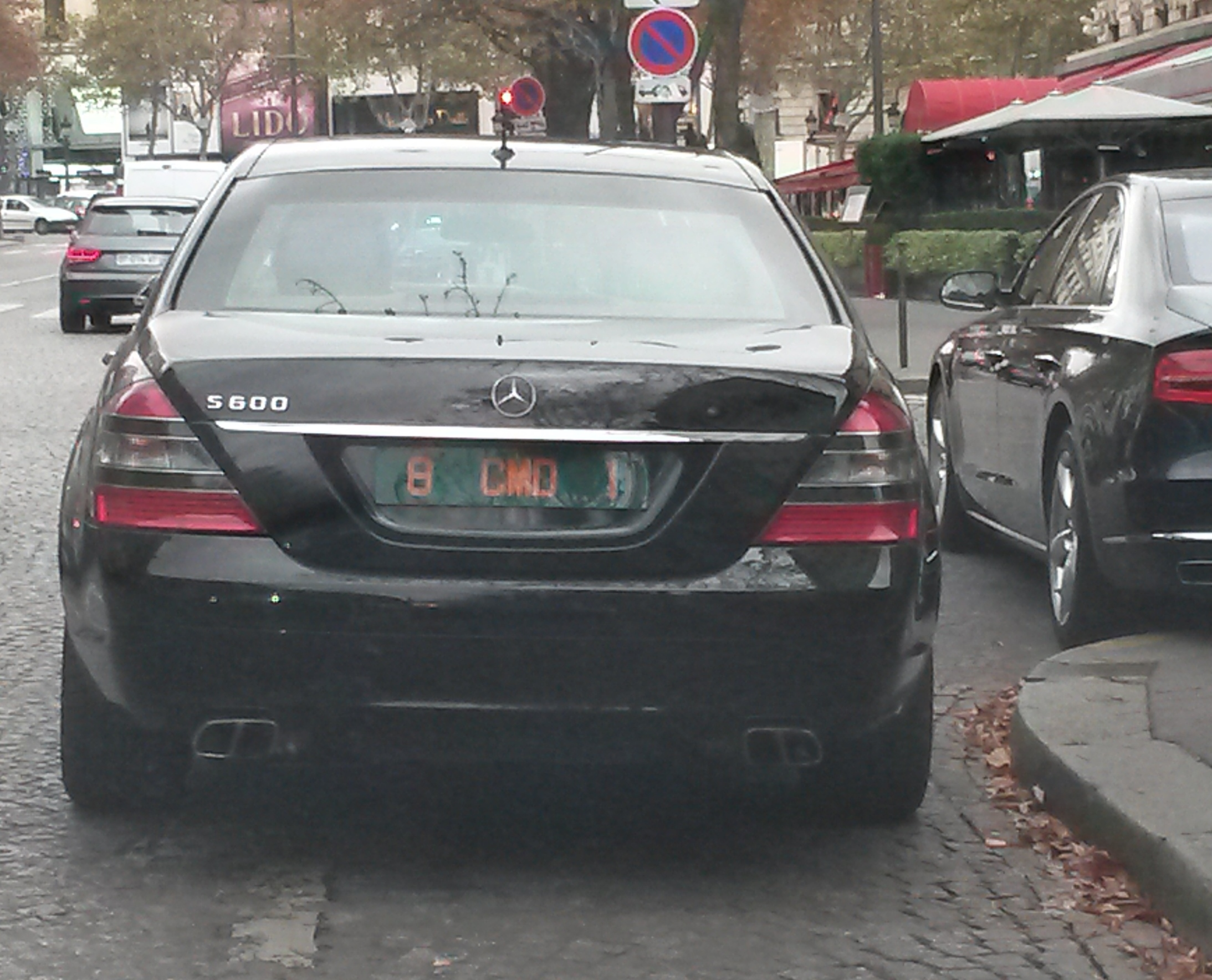
Una Mercedes S600 con targa d'immatricolazione 8 CMD 1 dall'Ambasciata dell'Arabia Saudita

Le targhe d'immatricolazione francesi dei corpi diplomatici e consolari sono dispositivi che consentono l'identificazione di un veicolo appartenente al parco automobilistico di un corpo diplomatico o consolare in Francia.

## Storia
Immatricolazioni specifiche per i veicoli di un corpo diplomatico furono introdotte in Francia nel 1936 da una circolare del 17 agosto 1936. Da allora le regole sono state modificate molte volte. La riforma dell'immatricolazione del sistema d'immatricolazione dei veicoli (SIV) del 2009 non ha modificato le circolari interministeriali del 7 ottobre 1964 (in vigore dal 1º gennaio 1965 per veicoli diplomatici) e del 23 novembre 1965 (in vigore dal 1º gennaio 1966 per i veicoli del personale assimilato).

## Caratteristiche
Le targhe diplomatiche francesi hanno sempre uno sfondo verde diaspro con le scritte arancioni (CD, CMD) o bianche (C, K).
L'immatricolazione è composta dalla seguente sequenza di caratteri:
- per le delegazioni di Paesi presso organizzazioni internazionali con sede in Francia, un prefisso precede il codice dello Stato, che viene poi incrementato di 200:
  - E per l'OCSE,
  - S per il Consiglio d'Europa,
  - U per l'UNESCO,
  - N per la NATO, fino al 1966, quando la Francia lasciò il comando e il quartier generale della NATO fu trasferito a Bruxelles;
- una a tre cifre che identificano l'ambasciata o l'organizzazione internazionale (vd. sotto);
- il codice indicante lo status:
  - C per veicoli del corpo consolare,
  - CD per i veicoli del corpo diplomatico,
  - CMD per i veicoli dei capi delle missioni diplomatiche (ambasciatore),
  - K per il personale tecnico o amministrativo non diplomatico;
- il numero seriale del veicolo:
  - se CD e CMD: da una a quattro cifre (da 1 a 9999),
  - se C e K nazionali (ambasciata od organizzazione internazionale): da tre a cinque cifre (da 100 a 99999),
  - se C e K dipartimentali: da una a tre cifre (da 1 a 999) seguite dal numero del dipartimento su due o tre cifre;
- un suffisso opzionale:
  - «Z» per un'autovettura esente da tasse,
  - «X» per un'autovettura non esente da tasse.

## Elenco delle identificazioni

### Identificazione dei Paesi (da 1 a 400)
Il Paese è identificato da un codice compreso tra 1 e 200. I codici delle serie da 201 a 400 hanno lo stesso significato dei codici delle serie da 1 a 200.
| Numero | Paese                          | Numero | Paese                             | Numero | Paese                      |
| ------ | ------------------------------ | ------ | --------------------------------- | ------ | -------------------------- |
| 1      | Afghanistan                    | 2      | Sudafrica                         | 3      | Albania                    |
| 4      | Algeria                        | 5      | Germania                          | 6      | Stati Uniti                |
| 7      | Egitto                         | 8      | Arabia Saudita                    | 9      | Argentina                  |
| 10     | Australia                      | 11     | Austria                           | 12     | Belgio                     |
| 13     | Birmania                       | 14     | Bolivia                           | 15     | Bhutan                     |
| 16     | Brasile                        | 17     | Bulgaria                          | 18     | Burundi                    |
| 19     | Cambogia                       | 20     | Camerun                           | 21     | Canada                     |
| 22     | Rep. Centrafricana             | 23     | Sri Lanka                         | 24     | Cile                       |
| 25     | Ex codice di Taiwan            | 26     | Cina                              | 27     | Cipro                      |
| 28     | Colombia                       | 29     | Rep. del Congo                    | 30     | RD del Congo               |
| 31     | Corea del Sud                  | 32     | Costa Rica                        | 33     | Costa d'Avorio             |
| 34     | Cuba                           | 35     | Benin                             | 36     | Danimarca                  |
| 37     | Rep. Dominicana                | 38     | El Salvador                       | 39     | Ecuador                    |
| 40     | Spagna                         | 41     | Etiopia                           | 42     | Finlandia                  |
| 43     | Gabon                          | 44     | Ghana                             | 45     | Regno Unito                |
| 46     | Grecia                         | 47     | Guatemala                         | 48     | Guinea                     |
| 49     | Haiti                          | 50     | Burkina Faso                      | 51     | Honduras                   |
| 52     | Ungheria                       | 53     | India                             | 54     | Indonesia                  |
| 55     | Iraq                           | 56     | Iran                              | 57     | Irlanda                    |
| 58     | Islanda                        | 59     | Israele                           | 60     | Italia                     |
| 61     | Giamaica                       | 62     | Giappone                          | 63     | Giordania                  |
| 64     | Kenya                          | 65     | Kuwait                            | 66     | Laos                       |
| 67     | Libano                         | 68     | Liberia                           | 69     | Libia                      |
| 70     | Liechtenstein                  | 71     | Lussemburgo                       | 72     | Malaysia                   |
| 73     | Malawi                         | 74     | Madagascar                        | 75     | Mali                       |
| 76     | Marocco                        | 77     | Mauritania                        | 78     | Messico                    |
| 79     | Monaco                         | 80     | Nepal                             | 81     | Nicaragua                  |
| 82     | Niger                          | 83     | Nigeria                           | 84     | Norvegia                   |
| 85     | Nuova Zelanda                  | 86     | Uganda                            | 87     | Pakistan                   |
| 88     | Panama                         | 89     | Paraguay                          | 90     | Paesi Bassi                |
| 91     | Perù                           | 92     | Filippine                         | 93     | Polonia                    |
| 94     | Portogallo                     | 95     | Ex codice della Rhodesia          | 96     | Romania                    |
| 97     | Ruanda                         | 98     | San Marino                        | 99     | Città del Vaticano         |
| 100    | Senegal                        | 101    | Sierra Leone                      | 102    | Somalia                    |
| 103    | Sudan                          | 104    | Svezia                            | 105    | Svizzera                   |
| 106    | Siria                          | 107    | Tanzania                          | 108    | Ciad                       |
| 109    | Ex codice della Cecoslovacchia | 110    | Thailandia                        | 111    | Togo                       |
| 112    | Trinidad e Tobago              | 113    | Tunisia                           | 114    | Turchia                    |
| 115    | Russia                         | 116    | Uruguay                           | 117    | Venezuela                  |
| 118    | Vietnam                        | 119    | Yemen                             | 120    | Ex codice della Jugoslavia |
| 121    | Zambia                         | 122    | Mauritius                         | 123    | Mongolia                   |
| 124    | Ex codice dello Yemen del Sud  | 125    | Bangladesh                        | 126    | Qatar                      |
| 127    | Emirati Arabi Uniti            | 128    | Ex codice della Germania Est      | 129    | Singapore                  |
| 130    | Oman                           | 131    | Bahrein                           | 132    | Corea del Nord             |
| 133    | Seychelles                     | 134    | Malta                             | 135    | Gibuti                     |
| 136    | Comore                         | 137    | Angola                            | 138    | Guinea Equatoriale         |
| 139    | Zimbabwe                       | 140    | Capo Verde                        | 141    | Guinea-Bissau              |
| 142    | Mozambico                      | 143    | Suriname                          | 144    | Saint Lucia                |
| 145    | Gambia                         | 146    | Brunei                            | 147    | São Tomé e Príncipe        |
| 148    | Belgio                         | 149    | Namibia                           | 150    | Estonia                    |
| 151    | Lettonia                       | 152    | Lituania                          | 153    | Ucraina                    |
| 154    | Bahamas                        | 155    | Barbados                          | 156    | Botswana                   |
| 157    | Figi                           | 158    | Grenada                           | 159    | Guyana                     |
| 160    | Lesotho                        | 161    | Papua Nuova Guinea                | 162    | Samoa                      |
| 163    | Tonga                          | 164    | Antigua e Barbuda                 | 165    | Slovenia                   |
| 166    | Croazia                        | 167    | Slovacchia                        | 168    | Rep. Ceca                  |
| 169    | Bosnia ed Erzegovina           | 170    | Macedonia del Nord                | 171    | Armenia                    |
| 172    | Bielorussia                    | 173    | Kazakistan                        | 174    | Georgia                    |
| 175    | Turkmenistan                   | 176    | Iraq                              | 177    | Uzbekistan                 |
| 178    | Azerbaigian                    | 179    | Andorra                           | 180    | Eritrea                    |
| 181    | Moldavia                       | 182    | Saint Vincent e Grenadine         | 183    | Dominica                   |
| 184    | Saint Kitts e Nevis            | 185    | Montenegro                        | 186    | Isole Salomone             |
| 187    | Palau                          | 188    | Isole Cook                        | 189    | Kirghizistan               |
| 190    | Québec                         | 191    | Corte internazionale di giustizia | 192    | -                          |
| 193    | Corea del Nord                 | 194    | -                                 | 195    | Palestina                  |
| 196    | Taiwan                         | 197    | Kosovo                            | 198    | Sudan del Sud              |
| 199    | Tagikistan                     | 200    | Francia                           |        |                            |

### Identificazione delle organizzazioni internazionali (da 401 a 800)
Ogni organizzazione internazionale è identificata da un codice di tre cifre compreso tra 401 e 800.
| Numero | Organizzazione internazionale                                                              | Numero  | Organizzazione internazionale                                       | Numero | Organizzazione internazionale                                                |
| ------ | ------------------------------------------------------------------------------------------ | ------- | ------------------------------------------------------------------- | ------ | ---------------------------------------------------------------------------- |
| 401    | UNESCO                                                                                     | 402     | OCSE                                                                | 403    | NATO                                                                         |
| 404    | European Launcher Development Organisation (ELDO, 1962-1975)                               | 405     | Agenzia spaziale europea (ESA)                                      | 406    | Commissione centrale per la navigazione del Reno (CCNR)                      |
| 407    | Organizzazione internazionale dell'aviazione civile (ICAO)                                 | 408     | Banca internazionale per la ricostruzione e lo sviluppo (BIRD)      | 409    | Fondo Monetario Internazionale (FMI)                                         |
| 410    | UNICEF                                                                                     | 411     | Centri informativi delle Nazioni Unite (UNIC)                       | 412    | Organizzazione internazionale del lavoro (OIL)                               |
| 413    | Unione dell'Europa Occidentale (UEO)                                                       | 414     | Alto commissariato delle Nazioni Unite per i rifugiati (UNHCR)      | 415    | Unione europea (UE)                                                          |
| 416    | Comunità europea dell'energia atomica (Euratom)                                            | 417     | Agenzia dell'Unione europea per le ferrovie (ERA) - CECA, 1952-2002 | 418    | Organizzazione europea e mediterranea per la protezione delle piante (OEMPP) |
| 419    | Organizzazione internazionale di metrologia legale (OIML)                                  | 420     | EUROCONTROL                                                         | 421    | Organizzazione internazionale della vigna e del vino (OIV)                   |
| 422    | Bureau International des Expositions (BIE)                                                 | 423     | Banca Interamericana di Sviluppo (BID)                              | 424    | Istituto internazionale di refrigerazione (IIF)                              |
| 425    | Organizzazione interafricana del caffè (ICAO)                                              | 426     | Conferenza internazionale sulla sicurezza africana (CIAA)           | 427    | Organizzazione africana e malgascia del caffè (OAMCAF)                       |
| 428    | Ufficio franco-tedesco per la gioventù (OFAJ)                                              | 429     | Consiglio intergovernativo dei Paesi esportatori di rame (CIPEC)    | 430    | Banca centrale degli Stati dell'Africa Occidentale (BCEAO)                   |
| 431    | Organizzazione europea per la ricerca nucleare (CERN)                                      | 432     | Interpol                                                            | 433    | Organizzazione Internazionale della Francofonia (OIF)                        |
| 434    | Ufficio internazionale dei pesi e della misure (BIPM)                                      | 435     | Laboratorio Europeo di Biologia Molecolare (EMBL)                   | 436    | Banca araba per lo sviluppo economico in Africa (BADEA)                      |
| 437    | Programma delle Nazioni Unite per lo sviluppo (PNUE)                                       | 438     | Organizzazione mondiale della sanità animale (WOAH)                 | 439    | Centro internazionale di registrazione delle pubblicazioni in serie (CIEPS)  |
| 440    | Eutelsat                                                                                   | 441     | Unione latina                                                       | 442    | Intelsat                                                                     |
| 443    | Banca degli Stati dell'Africa Centrale (BEAC)                                              | 444     | Assemblea Parlamentare della Francofonia (APF)                      | 445    | Banca europea per la ricostruzione e lo sviluppo (BERD)                      |
| 446    | Ufficio comunitario delle varietà vegetali (OCVV)                                          | 447     | Segretariato Generale della Francofonia                             | 448    | Corte europea dei diritti dell'uomo (CEDU)                                   |
| 449    | Lega araba                                                                                 | 450     | Ufficio dei progetti dell' OMS                                      | 451    | Commissione Europea                                                          |
| 452    | Organizzazione congiunta per la cooperazione in materia di armamenti (OCCAR)               | 453     | Istituto dell'Unione europea per gli studi sulla sicurezza (EUISS)  | 454    | ITER                                                                         |
| 455    | Rete internazionale per il miglioramento della produzione di banane e piantaggine (INIBAP) | 456     | Agenzia dell'Unione europea per il programma spaziale (EUSPA)       | 457    | ?                                                                            |
| 458    | Sistema di posizionamento Galileo                                                          | 459     | Gruppo consultivo per la ricerca agricola internazionale (CGIAR)    | 460    | Autorità bancaria europea (EBA)                                              |
| 500    | Codice attribuito a personalità eminenti "non classificabili" di rango diplomatico         | 501-503 | Ex codici assegnati alle delegazioni in Vietnam                     | 504    | Ex codice riservato all'accordo di pace per il Vietnam (1968-1973)           |
| 505    | Ex codice della conferenza internazionale per la cooperazione economica                    | 600     | Consiglio d'Europa                                                  | 700    | Agenzia internazionale per la ricerca sul cancro (IARC)                      |
| 800    | Ex codice della NATO (1965-1970)                                                           |         |                                                                     |        |                                                                              |